# Diecezja Eséka
Diecezja Eséka – diecezja rzymskokatolicka w Kamerunie. Powstała w 1993.

## Biskupi diecezjalni
- Bp Jean-Bosco Ntep (1993 – 2004)
- Bp Dieudonné Bogmis (2014-2018)
- Bp François Achille Eyabi (od 2021)